# Фастівець
Фа́стівець — село в Україні, у Фастівському районі Київської області. Населення становить 1024 особи.

## Населення

### Мова
Розподіл населення за рідною мовою за даними перепису 2001 року:
| Мова       | Відсоток |
| ---------- | -------- |
| українська | 98,24%   |
| російська  | 1,47%    |
| білоруська | 0,29%    |

## Відомі люди
- Тхоржевський Олександр Іванович (нар. 1925 — † 1945) — Герой Радянського Союзу.[3]
- Назаренко Ян Франтасійович (1991—2016) — учасник російсько-української війни.
- Зеленько Галина Іванівна народилася в селищі Борова, середню школу з золотою медаллю закінчила в сусідньому селі Фастівець  Фастівського району  Київщини. Здобувши педагогічний фах у Національному університеті імені Драгоманова, захопилася вивченням і оволодінням тонкощів сучасної  політології і трансформації у  посткомуністичних суспільствах.   Стажувалася з цих проблем у Польщі, Угорщині, Бельгії. На початку нинішнього століття захистила  дисертації кандидата і доктора політичних наук, 2014 р. удостоїлася звання професора. 2021 року обрана  Членом-кореспондентом Національної Академії наук України в галузі політології. І на сьогодні по-праву є визнаним світилом у своїй сфері науки.

Член Міжнародної Асоціації політичної науки (IPSA), Американської асоціації політичної науки, Канадської асоціації політичної науки, Асоціації політичних наук України.
Член спеціалізованих учених рад із захисту дисертацій на здобуття вченого ступеня доктора (кандидата) політичних наук  Інституту політичних і етнонаціональних досліджень ім. І. Кураса НАН України та  Київського національного університету імені Тараса Шевченка .
Пані Г.І. Зеленько член комісії з євроінтеграції Президії НАН України.